# US Open 1995 (tennis)
De 115e editie van het Amerikaanse grandslamtoernooi, de US Open 1995, vond plaats van 28 augustus tot en met 10 september 1995. Voor de vrouwen was het de 109e editie. Het toernooi werd gespeeld op het terrein van het USTA Billie Jean King National Tennis Center, gelegen in Flushing Meadows in het stadsdeel Queens in New York.

## Belangrijkste uitslagen
Mannenenkelspel

Finale: Pete Sampras (VS) won van Andre Agassi (VS) met 6-4, 6-3, 4-6, 7-5
Vrouwenenkelspel

Finale: Steffi Graf (West-Duitsland) won van Monica Seles (VS) met 7-6, 0-6, 6-3
Mannendubbelspel

Finale: Todd Woodbridge (Australië) en Mark Woodforde (Australië) wonnen van Alex O'Brien (VS) en Sandon Stolle (Australië) met 6-3, 6-3
Vrouwendubbelspel

Finale: Gigi Fernández (VS) en Natallja Zverava (Wit-Rusland) wonnen van Brenda Schultz (Nederland) en Rennae Stubbs (Australië) met 7-5, 6-3
Gemengd dubbelspel

Finale: Meredith McGrath (VS) en Matt Lucena (VS) wonnen van Gigi Fernández (VS) en Cyril Suk (Tsjechië) met 6-4, 6-4
Meisjesenkelspel

Finale: Tara Snyder (VS) won van Annabel Ellwood (Australië) met 6-4, 4-6, 6-2
Meisjesdubbelspel

Finale: Corina Morariu (VS) en Ludmila Varmužová (Tsjechië) wonnen van Anna Koernikova (Rusland) en Aleksandra Olsza (Polen) met 6-3, 6-3
Jongensenkelspel

Finale: Nicolas Kiefer (Duitsland) won van Ulrich Jasper Seetzen (Duitsland) met 6-3, 6-4
Jongensdubbelspel

Finale: Lee Jong-min (Zuid-Korea) en Jocelyn Robichaud (Canada) wonnen van Raemon Sluiter (Nederland) en Peter Wessels (Nederland) met 7-6, 6-2
1881 · 1882 · 1883 · 1884 · 1885 · 1886 · 1887 · 1888 · 1889 · 1890 · 1891 · 1892 · 1893 · 1894 · 1895 · 1896 · 1897 · 1898 · 1899 · 1900 · 1901 · 1902 · 1903 · 1904 · 1905 · 1906 · 1907 · 1908 · 1909 · 1910 · 1911 · 1912 · 1913 · 1914 · 1915 · 1916 · 1917 · 1918 · 1919 · 1920 · 1921 · 1922 · 1923 · 1924 · 1925 · 1926 · 1927 · 1928 · 1929 · 1930 · 1931 · 1932 · 1933 · 1934 · 1935 · 1936 · 1937 · 1938 · 1939 · 1940 · 1941 · 1942 · 1943 · 1944 · 1945 · 1946 · 1947 · 1948 · 1949 · 1950 · 1951 · 1952 · 1953 · 1954 · 1955 · 1956 · 1957 · 1958 · 1959 · 1960 · 1961 · 1962 · 1963 · 1964 · 1965 · 1966 · 1967
↓ open tijdperk ↓
1968 (m-v-md-vd-gd) ·
1969 (m-v-md-vd-gd) ·
1970 (m-v-md-vd-gd) ·
1971 (m-v-md-vd-gd) ·
1972 (m-v-md-vd-gd) ·
1973 (m-v-md-vd-gd) ·
1974 (m-v-md-vd-gd) ·
1975 (m-v-md-vd-gd) ·
1976 (m-v-md-vd-gd) ·
1977 (m-v-md-vd-gd) ·
1978 (m-v-md-vd-gd) ·
1979 (m-v-md-vd-gd) ·
1980 (m-v-md-vd-gd) ·
1981 (m-v-md-vd-gd) ·
1982 (m-v-md-vd-gd) ·
1983 (m-v-md-vd-gd) ·
1984 (m-v-md-vd-gd) ·
1985 (m-v-md-vd-gd) ·
1986 (m-v-md-vd-gd) ·
1987 (m-v-md-vd-gd) ·
1988 (m-v-md-vd-gd) ·
1989 (m-v-md-vd-gd) ·
1990 (m-v-md-vd-gd) ·
1991 (m-v-md-vd-gd) ·
1992 (m-v-md-vd-gd) ·
1993 (m-v-md-vd-gd) ·
1994 (m-v-md-vd-gd) ·
1995 (m-v-md-vd-gd) ·
1996 (m-v-md-vd-gd) ·
1997 (m-v-md-vd-gd) ·
1998 (m-v-md-vd-gd) ·
1999 (m-v-md-vd-gd) ·
2000 (m-v-md-vd-gd) ·
2001 (m-v-md-vd-gd) ·
2002 (m-v-md-vd-gd) ·
2003 (m-v-md-vd-gd) ·
2004 (m-v-md-vd-gd) ·
2005 (m-v-md-vd-gd) ·
2006 (m-v-md-vd-gd) ·
2007 (m-v-md-vd-gd) ·
2008 (m-v-md-vd-gd) ·
2009 (m-v-md-vd-gd) ·
2010 (m-v-md-vd-gd) ·
2011 (m-v-md-vd-gd) ·
2012 (m-v-md-vd-gd) ·
2013 (m-v-md-vd-gd) ·
2014 (m-v-md-vd-gd) ·
2015 (m-v-md-vd-gd) ·
2016 (m-v-md-vd-gd) ·
2017 (m-v-md-vd-gd) ·
2018 (m-v-md-vd-gd) ·
2019 (m-v-md-vd-gd) ·
2020 (m-v-md-vd) ·
2021 (m-v-md-vd-gd) ·
2022 (m-v-md-vd-gd) ·
2023 (m-v-md-vd-gd)  ·
2024 (m-v-md-vd-gd)
Lijst van US Openwinnaars